# Pipreola jucunda
El frutero pechinaranja (en Ecuador) (Pipreola jucunda), también denominado frutero pechirrojo (en Colombia), frutero de pecho naranja (en Colombia) o granicera de pecho anaranjado,  es una especie de ave paseriforme de la familia Cotingidae perteneciente al género Pipreola. Es nativo de los Andes del noroeste de América del Sur.

## Distribución y hábitat
Se distribuye por la pendiente occidental de los Andes occidentales de Colombia (al sur desde el sur de Chocó) y Ecuador (al sur hasta el este de Guayas).
Esta especie es considerada poco común en su hábitat natural, el estrato medio y bajo del bosque húmedo de montañas bajas y de estribaciones de los Andes, principalmente en el bosque nuboso, entre los 600 y 1900 m de altitud.

## Descripción
Mide en promedio 18 cm de longitud. El pico es rojo y las patas verde grisáceo. El macho presenta cabeza y garganta negras brillantes; dorso y alas verde pasto; pecho anaranjado, bordeado de negro, con color naranja que se extiende en una línea delgada hasta los oídos ; vientre amarillo y flancos verdes. La hembra tiene color verde pasto en la cabeza y la garganta, además del dorso; sus las partes inferiores presentan rayado verde y amarillo.

### Vocalización
El canto es fino y de timbre alto, por ejemplo un «psiiiiiiít» prolongado y ascendiente.

## Sistemática

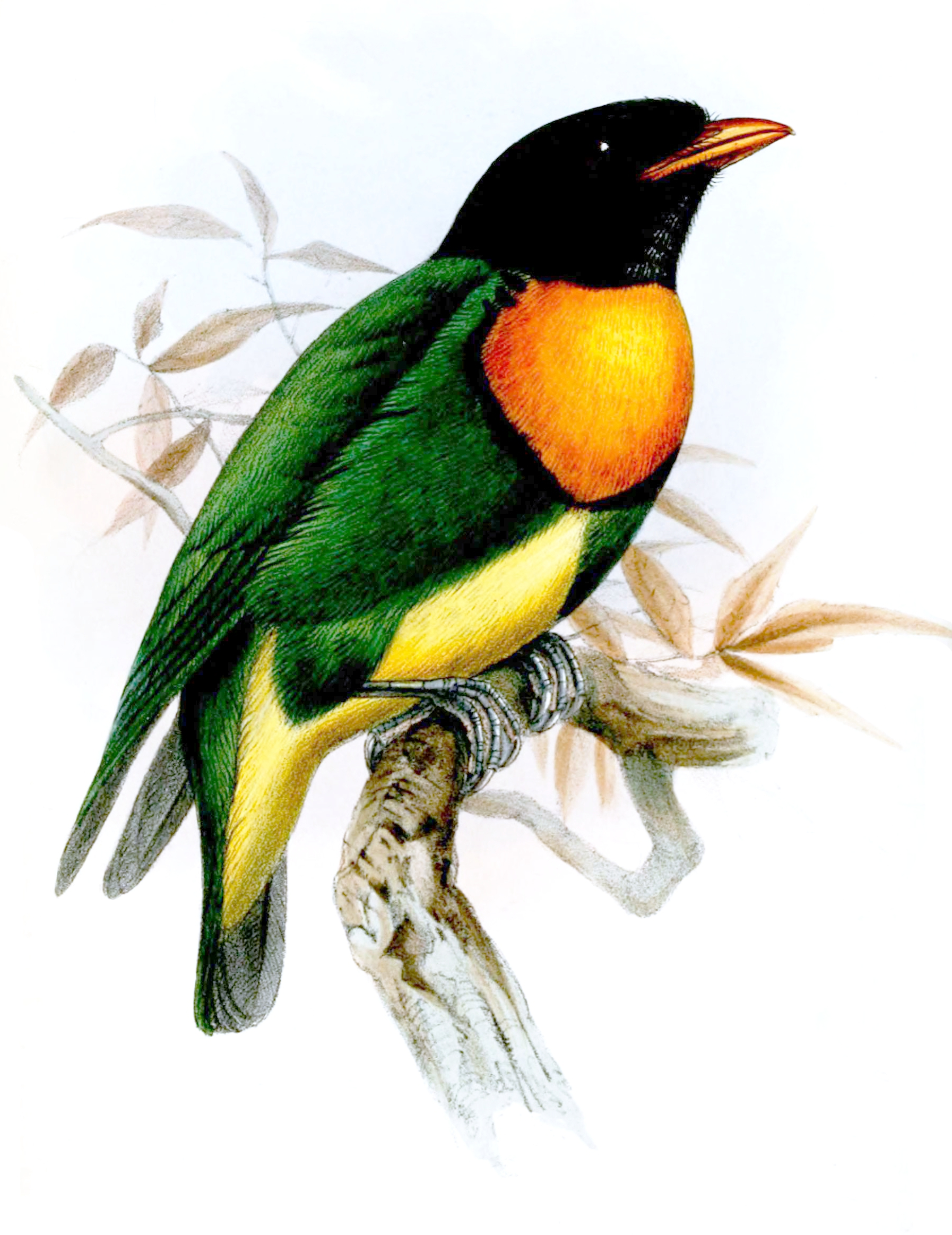
Euchlornis jucunda, macho, ilustración de Jennens en Proceedings of the Zoological Society of London, 1859.

### Descripción original
La especie P. jucunda fue descrita por primera vez por el zoólogo británico Philip Lutley Sclater en 1860 bajo el mismo nombre científico; la localidad tipo es «Cachillacta, Pichincha, Ecuador».

### Etimología
El nombre genérico femenino «Pipreola» es un diminutivo del género Pipra, demostrando alguna afinidad entre los mismos; y el nombre de la especie «jucunda», proviene del latín «iucundus» que significa ‘delicioso’.

### Taxonomía
Es pariente próxima con Pipreola lubomirskii, P. aureopectus y P. pulchra; todas tratadas algunas veces como conespecíficas, pero difieren bastante en el plumaje y no hay indicaciones de intergradación entre ellas. Se sobrepone con P. aureopectus en el suroeste de Colombia (Nariño), sin intergradación. Es monotípica.